# Civitas Vangionum

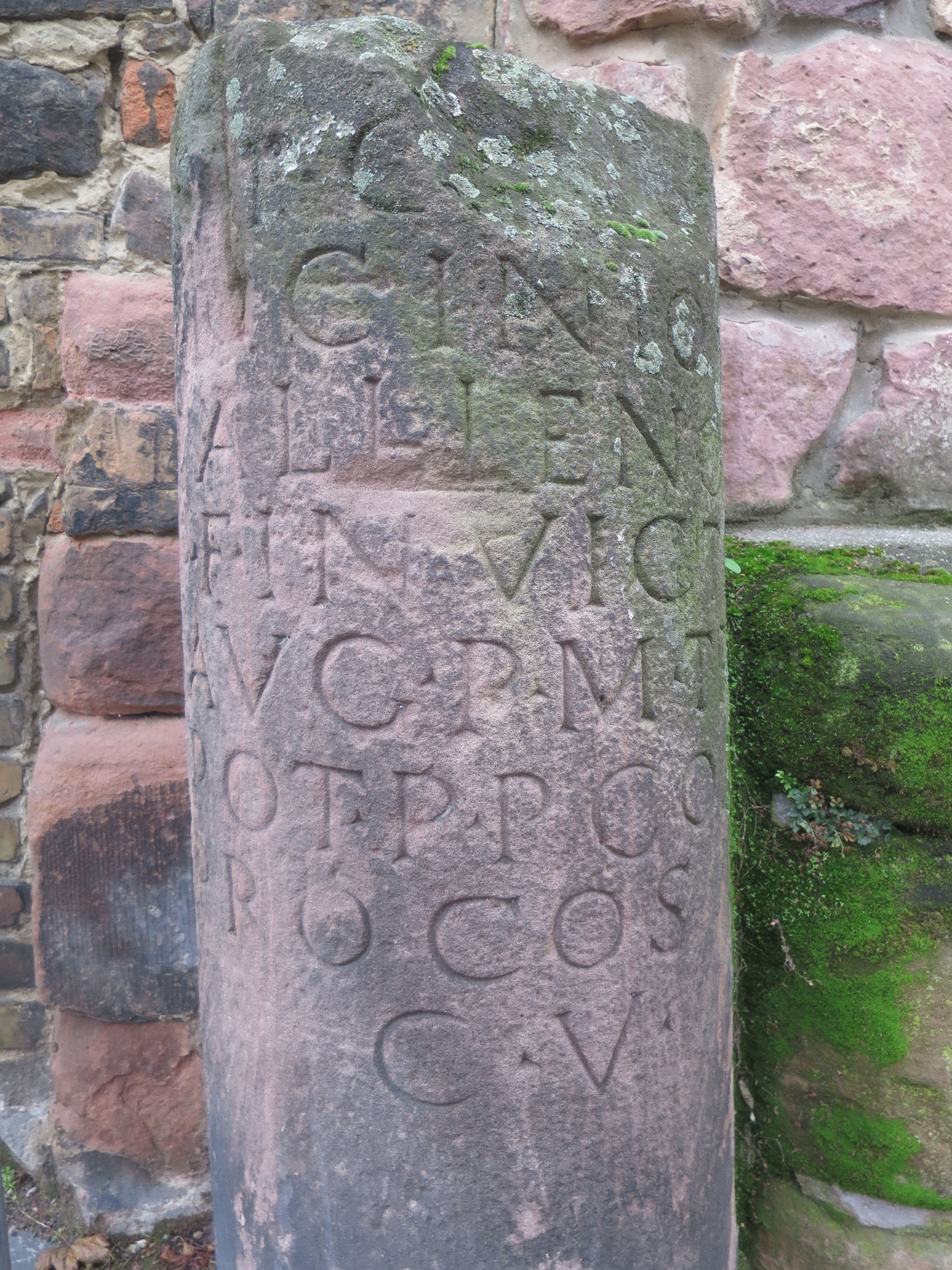
Caput viae-Meilenstein in der Wollstraße in Worms (Kopie); letzte Zeile: „C • V“ steht für Civitas Vangionum

Die Civitas Vangionum war eine Civitas in der Provinz Germania superior („Obergermanien“), nach der Verwaltungsreform am Ende des 3. Jahrhunderts in der Provinz Germania prima, des Römischen Reiches.

## Geografie
Hauptort war Borbetomagus, das heutige Worms. Die Civitas Vangionum erstreckte sich entlang der römischen Rheintalstraße zwischen Speyer und Mainz. Die genauen Grenzen zu den benachbarten civitae sind nicht bekannt.

## Bezeichnung
Der Name bezieht sich auf den Stamm der Vangionen. Sie wurden erstmals in dem Bericht des römischen Feldherrn Gaius Iulius Caesar über seine Kriege in Gallien erwähnt. Über die Vangionen ist wenig bekannt, nicht einmal, ob sie dem keltischen oder dem germanischen Kulturkreis zuzuordnen sind. Sie sollen im Bereich von Worms gesiedelt haben. Erkennbare archäologische Funde zu den Vangionen liegen nicht vor.
Zum einen wurden im Laufe der Zeit die Bezeichnungen Civitas Vangionum und Borbetomagus zunehmend synonym verwendet, die Bezeichnung „Civitas Vangionum“ auch auf die Stadt alleine bezogen. Andererseits erhielt sich das Civitas Vangionum als Bezeichnung für die Region, wurde im Laufe der folgenden Jahrhunderte abgewandelt und ist heute in der Bezeichnung der Worms umgebenden Region, dem Wonnegau, erhalten.

## Geschichte
Eine Besiedlungskontinuität von der keltischen zur römischen Zeit gilt durch entsprechende archäologische Funde heute als erwiesen. Auch wurde in römischer Zeit die keltische Bezeichnung „Borbetomagus“ für Worms weiter verwand.
Jede Civitas wurde von einem Rat (Ordo decurionum) sowie zwei jährlich gewählten Bürgermeistern (Decurionen) verwaltet. Zwei dieser Decurionen der Civitas Vangionum sind aufgrund von Steininschriften bekannt:
- C Candidus Martinus, verheiratet  mit Severia Severa. Er hatte eine Tochter, Candidia;
- C. Lucius Vi[c]tor. Er finanzierte den Bau eines Tores.

Darüber hinaus ist L. Roman[ius] Respect[us] bekannt, der einem sechsköpfigen Kollegium angehörte, das für den Kaiserkult zuständig war.